# Christophe Kerbrat
Christophe Kerbrat (Brest, 2 de agosto de 1986) é um futebolista profissional francês que atua como zagueiro.

## Carreira
Christophe Kerbrat começou a carreira no Stade Plabennecois.